# 強尼·西蒙斯
強尼·西蒙斯（英語：Johnny Simmons；1986年11月28日—）是一位美國演員。他最著名的作品包括《王牌天神續集》等電影。西蒙斯在阿拉巴馬州出生。

## 外部連結
- 強尼·西蒙斯在互联网电影资料库（IMDb）上的資料（英文）